# La foresta di smeraldo
La foresta di smeraldo (The Emerald Forest) è un film del 1985 diretto da John Boorman.
Il regista ha anche prodotto la pellicola che ha come protagonisti Powers Boothe e Meg Foster.
Fu presentato fuori concorso al 38º Festival di Cannes.

## Trama
Bill Markham è un ingegnere che si è trasferito in Brasile assieme alla sua famiglia per completare la costruzione di una grande diga idroelettrica. La costruzione fa necessitare una grossa operazione di disboscamento in una vasta area della foresta, e un'area ancora più elevata sarebbe destinata ad essere sommersa. Il completamento dell'opera porterà più gente nelle aree disboscate consentendo l'agricoltura e lo spazio edificabile. Un giorno, quando Bill porta la sua famiglia ai confini della foresta durante una gita, suo figlio Tommy viene portato via dall'indigeno Wanadi dopo essersi allontanato.
Dieci anni dopo, mentre la diga di Bill è ormai in fase di completamento, Tommy è cresciuto ed è entrato a fare parte della tribù di Wanadi, il "Popolo invisibile", adottando la loro lingua, la loro cultura e il loro stile di vita. Superato il rito di iniziazione adulta, Tommy (chiamato Tomé dagli indigeni) si sposa con Kachiri e a seguito di una visione mistica parte per recuperare delle pietre sacre che permettono al Popolo invisibile di tingersi la pelle di color smeraldo. Queste pietre però si trovano in una zona pericolosa della foresta, nel territorio della tribù di guerrieri cannibali, il "Popolo dei feroci", che si sono avvicinati alle terre del Popolo invisibile a seguito della deforestazione causata dalla costruzione della diga.
Nel frattempo, negli anni dopo il rapimento del figlio, la famiglia Markham non ha abbandonato la speranza di trovare Tommy. La madre di Tommy, Jean, è ora un'assistente sociale, pesantemente coinvolta con bambini orfani mentre Bill è diventato esperto in cultura amazzonica tribale nella sua ricerca per la gente sfuggente che ha preso il figlio, al punto che è diventato quasi fluente in alcuni dialetti indigeni locali. Durante una nuova ricerca della foresta per ritrovare Tommy, Bill, accompagnato dal giornalista Uwe Werner, si imbatte nel Popolo dei feroci. Mentre il giornalista viene massacrato, Bill riesce a sfuggire ai selvaggi sparando con il suo fucile CAR-15.
Il mattino seguente Bill, rimasto con poche munizioni contro i cannibali, va incontro a Tommy mentre questo sta raccogliendo le pietre presso una cascata. I due si riconoscono e uniscono gli sforzi per sfuggire ai Feroci. Dopo essere stato costretto a restare con la tribù del Popolo invisibile per guarire da una febbre, Bill cerca di convincere Tommy a tornare alla civiltà. Il ragazzo però è rimasto attaccato alla foresta e al legame che ha con la natura. Wanadi spiega a Bill di aver condotto Tommy nella foresta da bambino poiché riteneva ingiusto lasciarlo crescere con le persone come Bill che, a parere suo e della tribù, stanno distruggendo il mondo. Alla fine Bill rispetta il punto di vista degli indigeni e a seguito di una celebrazione nella quale viene sottoposto ad allucinogeni per avere la propria visione mistica, il Popolo invisibile lo lascia al cantiere della diga.
Durante questo periodo, il Popolo dei feroci, che sono rimasti impressionati dall'arma da fuoco di Bill, stringono un affare con i proprietari di un bordello per ottenere armi da fuoco se in cambio li avessero procurato delle donne da sfruttare come schiave sessuali. Mentre Wanadi, Tommy e Bill sono via, i Feroci attaccano il Popolo invisibile bruciando il loro accampamento e rapendo tutte le femmine che possano soddisfare le richieste dei loro collaboratori, fra queste anche Kachiri. Dopo un primo tentativo d'incursione da parte degli Invisibili per salvare le loro donne, nel quale resta ucciso Wanadi, Tommy e il suo migliore amico partono per raggiungere la città e chiedere aiuto a Bill. Tommy riesce a trovare l'abitazione di Bill rievocando un ricordo della sua infanzia. Il ragazzo raggiunge il padre arrampicandosi sul palazzo e quando incontra Bill riesce a riabbracciare la madre dopo dieci anni di assenza. Durante la ricerca in città, Tommy stringe un'alleanza con i membri della fu tribù del "Popolo dei pipistrelli", che hanno scelto la città a seguito della distruzione della loro casa nella foresta causata dalla costruzione della diga.
Tommy, Bill e il Popolo invisibile alleato con il Popolo dei pipistrelli assalta il bordello e riescono a uccidere i proprietari salvando le donne del villaggio e a sconfiggere i Feroci che, sebbene dotati di armi da fuoco, rientrano al bordello ubriachi. Quando Bill cerca di convincere il figlio a tornare ricordandogli che prima o poi la foresta verrà distrutta dai lavori del popolo civilizzato in espansione, Tommy, che con la morte di Wanadi è il nuovo capo tribù, gli risponde che lui e il Popolo invisibile non saranno mai scoperti e reciteranno una preghiera per scatenare una tempesta forte abbastanza da spazzare via la diga. Sapendo che Tommy non cambierà idea, Bill si rassegna e lo lascia con il Popolo invisibile.
Nel finale, però, quando Tommy e la sua tribù recitano la loro preghiera al villaggio, si scatena un acquazzone. Bill si ricorda di ciò che gli ha detto Tommy e quindi decide di aiutare il figlio per l'ultima volta in modo che la sua cultura, le sue tradizioni e il suo stile di vita che ha adottato nella natura non vengano perdute facendo evacuare il personale del cantiere con la pretesa che potrebbe aver commesso degli errori nei calcoli di progetto, per poi distruggere la diga con degli esplosivi.

## Produzione
Gli indios del film sono rappresentati molto simili agli Jívaro dell'Ecuador, come mostrano i costumi quali il rito di passaggio dalla giovinezza all'età adulta sotto una cascata o l'impiego di droghe allucinogene. Per la realizzazione del film John Boorman ha vissuto per un anno assieme agli indios della zona amazzonica dell'Alto Xingu, ed ha in seguito dichiarato:
(John Boorman)